# Rhett Butler
Rhett Butler es uno de los personajes principales de la novela Lo que el viento se llevó de Margaret Mitchell publicada en 1936. En la posterior película homónima de 1939 Clark Gable lo interpretó.
También es uno de los personajes principales en la secuela Scarlett de Alexandra Ripley. En la filmación como miniserie de 1994 bajo el mismo nombre, Timothy Dalton lo interpretó.

## Personaje
Rhett pertenece a la mejor sociedad de Charleston, en Carolina del Sur, pero es un hombre que vive su vida según le apetece, sin pensar en las convenciones sociales de la época. Esto le lleva a cometer muchas imprudencias (es jugador, bebedor y mujeriego). Ni siquiera sus parientes se tratan con él debido a lo escandaloso de su conducta.
Rhett conoce a Scarlett O'Hara, la protagonista de la novela, en una fiesta en Doce Robles, la plantación de los Wilkes. Tenía edad para ser su padre. Se prenda de ella cuando la ve comportarse con desparpajo ante todos los caballeros que la asedian como moscones y, especialmente, cuando escucha de forma accidental la pasional declaración de amor que la muchacha le hace a Ashley Wilkes.
Rhett y Scarlett se casan después de que ella se ha quedado dos veces viuda (de Charles Hamilton y del señor Kennedy). Rhett es uno de los personajes más importantes de la novela
Su vida matrimonial se verá afectada por la sombra de Ashley Wilkes, el hombre de quien Scarlett cree estar enamorada.